# Ichirō Satake

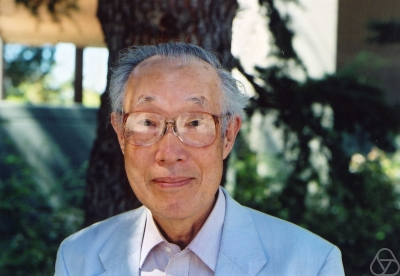
Ichirō Satake in Berkeley

Ichirō Satake (jap. 佐武 一郎, Satake Ichirō; * 1927 in der Präfektur Yamaguchi, Japan; † 10. Oktober 2014 in Tokyo) war ein japanischer Mathematiker.
Satake promovierte 1950 an der Universität Tokio. Er war Professor an der University of Chicago und ab etwa 1970 an der University of California, Berkeley. 1958 bis 1960 und 1967 war er am Institute for Advanced Study.
Satake arbeitete über algebraische Gruppen und ihre Klassifizierung. 1957 gab er eine Kompaktifizierung des siegelschen oberen Halbraums in mehreren komplexen Dimensionen an. Nach ihm ist die Satake-Kompaktifizierung durch die Wirkung arithmetischer Gruppen definierter symmetrischer Räume benannt.
Satake ist am 10. Oktober 2014 an Respiratorischer Insuffizienz verstorben.

## Schriften
- Classification Theory of Semisimple Algebraic Groups, Dekker 1971
- Algebraic Structures of Symmetric Domains, Princeton University Press 1980
- Linear Algebra, Dekker 1975